# Tuhovec
Tuhovec falu Horvátországban, Varasd megyében. Közigazgatásilag Varasdfürdőhöz tartozik.

## Fekvése
Varasdtól 14 km-re, községközpontjától 3 km-re keletre, a Bednja bal partján fekszik.

## Története
Az itt talált, a római korból származó nagyobb település bizonyossá teszi, hogy ez a hely már az ókorban is lakott volt. A Gradišće nevű régészeti lelőhely a település délkeleti részén található, annak az útnak a jobb oldalán, amely Tuhovecről az ún. Šoš-malom, majd tovább Bednja felé déli irányba halad. A terület kissé magasabban fekszik a környező területtől, ma szántóföldi művelés alatt van. A terep felderítése során több alkalommal ősi építőanyagokat és kerámiákat találtak, maga a helyszín pedig római villa rustica-ként került meghatározásra.
1857-ben 359, 1910-ben 579 lakosa volt. 1920-ig  Varasd vármegye Novi Marofi járásához tartozott, majd a Szerb-Horvát Királyság része lett. 2001-ben a falunak 216 háza és 754 lakosa volt.

## Nevezetességei
- Mihály arkangyal tiszteletére szentelt kápolnája.
- A Posavec-ház a profán építészet emléke.

## Külső hivatkozások
- Varasdfürdő hivatalos oldala
- A varasdfürdői Szent Márton plébánia blogja Archiválva 2011. augusztus 31-i dátummal a Wayback Machine-ben
- Varasd megye kulturális emlékei[halott link]